# Норовин Алтанхуяг
Норовин Алтанхуяг (монг. Норовын Алтанхуяг; нар. 20 січня 1958, Улангом, Убсунурський аймак, МНР) — прем'єр-міністр Монголії з 2012 до 2014 року, в 1996-2000 роках — міністр сільського господарства і промисловості, в 2004-2006 роках — міністр фінансів. З 2008 року — глава Демократичної партії.

## Біографія
Народився в Убсунурському аймаку МНР п'ятим сином у багатодітній сім'ї. Після закінчення Улангомської середньої школи вступив на фізико-математичний факультет Монгольського державного університету, після чого з 1981 року працював у ньому викладачем. Разом з двома іншими викладачами заснував при університеті технічний клуб.
У ході демократичної революції у 1990 році був одним з активістів, які створили Соціально-демократичний рух. 21 лютого став одним із засновників Демократичної партії. До 2006 року чотири рази займав пост генерального секретаря партії, двічі обирався в Великий хурал. Після поразки Демократичної партії на виборах 2008 року і відставки Цахіагійна Елбегдоржа з поста її глави вп'яте став генсеком. З 2008 по 2012 рік працював першим віце-прем'єром; 10 серпня 2012 року був призначений главою уряду.